# Litoria richardsi
Litoria richardsi es una especie de anfibio anuro de la familia Pelodryadidae.

## Distribución geográfica
Esta especie es endémica de Nueva Guinea. Habita:
- cerca del río Tiri, en la cuenca de Mamberamo, en la provincia de Papua, Indonesia, a 80 m de altitud;
- cerca de Tabubil, en la provincia occidental de Papúa Nueva Guinea, a 500 m sobre el nivel del mar.[4]

## Etimología
Esta especie lleva el nombre en honor a Stephen J. Richards.

## Publicación original
- Dennis & Cunningham, 2006 : Litoria richardsi sp. nov., a new treefrog (Anura: Hylidae) from New Guinea. Memoirs of the Queensland Museum, vol. 52, n.º 1, p. 65-70.[5]